# Среботє
Среботє (словен. Srebotje) — поселення в общині Шентиль, Подравський регіон‎, Словенія.